# Grand Prix Niemiec 1976

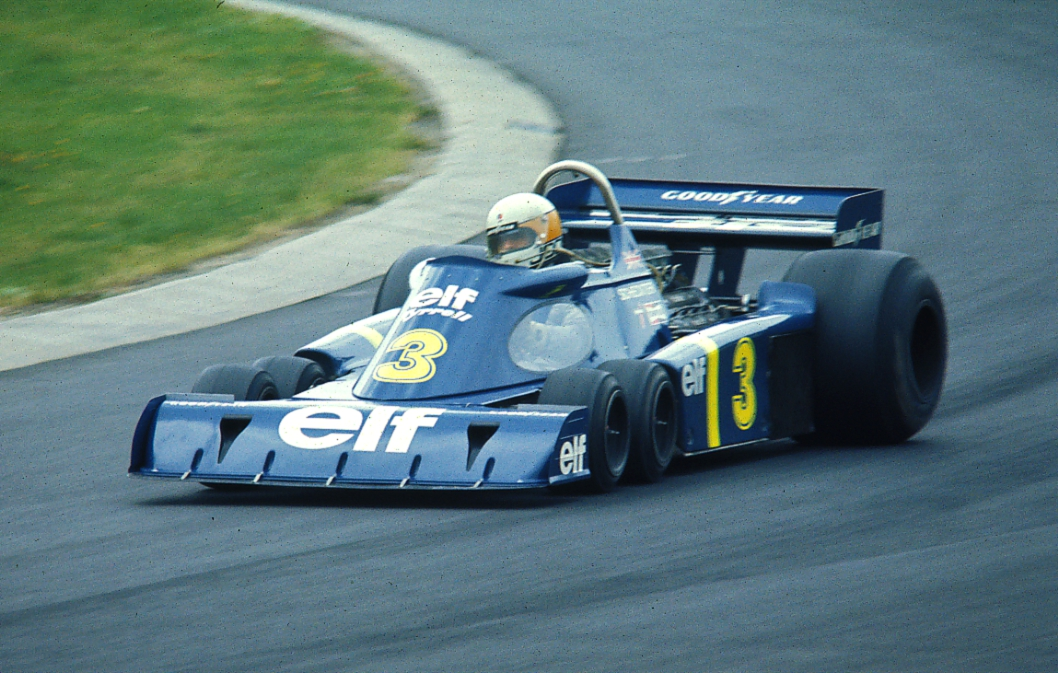
Jody Scheckter podczas Grand Prix Niemiec 1976

Grand Prix Niemiec 1976 (oryg. Großer Preis von Deutschland) – 10. runda Mistrzostw Świata Formuły 1 w sezonie 1976, która odbyła się 1 sierpnia 1976, po raz 22. na torze Nürburgring.
38. Grand Prix Niemiec, 24. zaliczane do Mistrzostw Świata Formuły 1.

## Klasyfikacja
| Legenda oznaczeń w tabelach wyników Wyświetl szablon na nowej stronie | Legenda oznaczeń w tabelach wyników Wyświetl szablon na nowej stronie                                                                     |
| Oznaczenie                                                            | Wyjaśnienie |
| --------------------------------------------------------------------- | --- |
| Złoty                                                                 | Zwycięzca lub mistrzostwo |
| Srebrny                                                               | 2. miejsce lub wicemistrzostwo |
| Brązowy                                                               | 3. miejsce lub II wicemistrzostwo |
| Zielony                                                               | Ukończył, punktował (w klasyfikacji generalnej, gdy zdobył co najmniej jeden punkt na przestrzeni sezonu, poza trzema powyższymi opcjami) |
| Niebieski                                                             | Ukończył, nie punktował (w klasyfikacji generalnej, gdy nie zdobył co najmniej jednego punktu na przestrzeni sezonu)                      |
| Czerwony                                                              | Nie zakwalifikował się (NZ) |
| Czerwony                                                              | Nie prekwalifikował się (NPK) |
| Różowy                                                                | Nie ukończył (NU) |
| Różowy                                                                | Niesklasyfikowany (NS) (w klasyfikacji generalnej, gdy nie został sklasyfikowany w żadnym wyścigu sezonu)                                 |
| Czarny                                                                | Zdyskwalifikowany (DK) |
| Czarny                                                                | Wykluczony (WYK/EX) |
| Biały                                                                 | Nie wystartował (NW) |
| Biały                                                                 | Kontuzjowany (K/INJ) |
| Biały                                                                 | Wyścig odwołany (OD/C) |
| Bez koloru                                                            | Został wycofany (WYC/WD) |
| Bez koloru                                                            | Nie przybył (NP/DNA) |
| Bez koloru                                                            | Nie brał udziału w treningach (NT/DNP) |
| Bez koloru                                                            | Nie został zgłoszony (–) |
| Pogrubienie                                                           | Start z pole position |
| Kursywa                                                               | Najszybsze okrążenie wyścigu |
| †                                                                     | Nie ukończył, ale jego rezultat został zaliczony ze względu na przejechanie więcej niż 90% dystansu wyścigu.                              |
| *                                                                     | Sezon w trakcie |
| 1/2/3                                                                 | Punktowana pozycja w sprincie kwalifikacyjnym                                                                                             |
| Lista systemów punktacji Formuły 1                                    | |

| Poz. | Nr. | Kierowca                 | Konstruktor        | Okrążeń | Czas/powód NU   | Poz. start. | Punktów |
| ---- | --- | ------------------------ | ------------------ | ------- | --------------- | ----------- | ------- |
| 1    | 11  | James Hunt               | McLaren-Ford       | 14      | 1:41:42.7       | 1           | 9       |
| 2    | 3   | Jody Scheckter           | Tyrrell-Ford       | 14      | + 27.7          | 8           | 6       |
| 3    | 12  | Jochen Mass              | McLaren-Ford       | 14      | + 52.4          | 9           | 4       |
| 4    | 8   | Carlos Pace              | Brabham-Alfa Romeo | 14      | + 54.2          | 7           | 3       |
| 5    | 6   | Gunnar Nilsson           | Lotus-Ford         | 14      | + 1:57.3        | 16          | 2       |
| 6    | 77  | Rolf Stommelen           | Brabham-Alfa Romeo | 14      | + 2:30.3        | 15          | 1       |
| 7    | 28  | John Watson              | Penske-Ford        | 14      | + 2:33.9        | 19          |         |
| 8    | 16  | Tom Pryce                | Shadow-Ford        | 14      | + 2:48.2        | 18          |         |
| 9    | 2   | Clay Regazzoni           | Ferrari            | 14      | + 3:46.0        | 5           |         |
| 10   | 19  | Alan Jones               | Surtees-Ford       | 14      | + 3:47.3        | 14          |         |
| 11   | 17  | Jean-Pierre Jarier       | Shadow-Ford        | 14      | + 4:51.7        | 23          |         |
| 12   | 5   | Mario Andretti           | Lotus-Ford         | 14      | + 4:58.1        | 12          |         |
| 13   | 30  | Emerson Fittipaldi       | Fittipaldi-Ford    | 14      | + 5:25.2        | 20          |         |
| 14   | 40  | Alessandro Pesenti-Rossi | Tyrrell-Ford       | 13      | + 1 okrążenie   | 26          |         |
| 15   | 25  | Guy Edwards              | Hesketh-Ford       | 13      | + 1 okrążenie   | 25          |         |
| NU   | 20  | Arturo Merzario          | Wolf-Williams-Ford | 3       | Hamulce         | 21          |         |
| NU   | 9   | Vittorio Brambilla       | March-Ford         | 1       | Wypadek         | 13          |         |
| NU   | 4   | Patrick Depailler        | Tyrrell-Ford       | 0       | Wypadek         | 3           |         |
| NU   | 7   | Carlos Reutemann         | Brabham-Alfa Romeo | 0       | Prob. z paliwem | 10          |         |
| NU   | 10  | Ronnie Peterson          | March-Ford         | 0       | Wypadek         | 11          |         |
| NU   | 34  | Hans Joachim Stuck       | March-Ford         | 0       | Sprzęgło        | 4           |         |
| NU   | 26  | Jacques Laffite          | Ligier-Matra       | 0       | Skrz. biegów    | 6           |         |
| NU   | 22  | Chris Amon               | Ensign-Ford        | (1)     | Wycofany        | 17          |         |
| NU   | 1   | Niki Lauda               | Ferrari            | (1)     | Wypadek         | 2           |         |
| NU   | 18  | Brett Lunger             | Surtees-Ford       | (1)     | Wypadek         | 24          |         |
| NU   | 24  | Harald Ertl              | Hesketh-Ford       | (1)     | Wypadek         | 22          |         |
| NZ   | 33  | Lella Lombardi           | Brabham-Ford       |         |                 |             |         |
| NZ   | 38  | Henri Pescarolo          | Surtees-Ford       |         |                 |             |         |